# Manta
Manta är ett släkte av rockor. Släktet innehåller två arter, Manta birostris och Manta alfredi. Båda arterna är rödlistade som sårbara av Internationella naturvårdsunionen (IUCN).
Tidigare, före omkring 2009, ansågs släktet Manta dock av de flesta auktorer vara monotypiskt med en enda art, men en omvärdering av systematiken resulterade i att två olika arter urskiljs, en urskiljning som också stärkts av genetiska studier.
Den större av de två arterna, M. birostris, når 7 meter i bredd, medan den mindre, M. alfredi når 5,5 meter. Båda har trekantiga bröstfenor, hornformade cefaliska fenor (huvudfenor) och stora, framåtvända munnar.
Mantor finns i tempererade, subtropiska och tropiska vatten. Båda arterna är pelagiska, men har något olika vanor; M. birostris migrerar över öppna hav, enstaka eller i grupper, medan M. alfredi tenderar att vara mer stationär och föredra mer kustnära vatten. De båda arterna förekommer sympatriskt i vissa områden och allopatriskt i andra områden.

## Levnadssätt
Mantor är filtrerare och äter stora mängder djurplankton, som de sväljer med sina öppna munnar när de simmar. De är dräktiga i över ett år och föder levande ungar. 
Mantor kan besöka rengöringsstationer för att låta putsarfiskar avlägsna parasiter.

## Hot
Hoten mot mantorna är bland annat att de fastnar i fiskenät som bifångst och det direkt riktade fiske som bedrivs mot dem för dess kött och gälars skull. Gälarna är efterfrågade inom kinesisk medicin. Mantornas långsamma reproduktion förvärrar dessa hot.
Områden där mantor samlas är populära bland turister. Turismen kan bidra till att skydda mantorna, då de levande djuren på så sätt får ett ekonomiskt värde på lång sikt som kan motverka det kortsiktiga ekonomiska fångstvärdet.
Endast ett fåtal akvarier är stora nog att hysa mantor. I allmänhet kan dessa stora fiskar sällan ses och är svåra att studera.
I juni 2007 föddes för första gången en manta i fångenskap, i ett japanskt akvarium. Den nyfödda honan mätte nära två meter mellan fenspetsarna.